# كارولينا كوركوفا
كارولينا كوركوفا (بالتشيكية: Karolína Kurková)‏ مواليد (28 فبراير 1984) عارضة أزياء فيكتوريا سيكريت تشيكية.
كوركوفا من بين أعلى عارضات الأزياء كسب في العالم، بنحو 5 ملايين دولار في عام 2007. وحصلت على المركز 6 في القائمة فوربس السنوية لأعلى عارضات الأزياء دخلاً .

## نشأتها
ولدت كارولين كوركوفا في ديين، تشيكوسلوفاكيا، لجوزيف كوركا، لاعب كرة سلة تشيكي، وأم سلوفاكية. بينما كانت كوركوفا صغيرة سخرت من طولها. ولكن بعد أن أرسل أحد الأصدقاء صوراً لها إلى وكالة في براغ، في سن 15 ، ظهرت على المدرج عروض الأزياء، وكذلك عربات للإعلانات التجارية والمطبوعة. سافرت لاحقًا إلى ميلانو لاكتساب المزيد من الخبرة ووقعت عقدًا مع وكالة عرض الأزياء مع موتشيا برادا. في سبتمبر 1999 ، ظهر كوركوفا في النسخة الأمريكية من مجلة فوغ للأزياء وأسلوب الحياة، وبعد انتقاله إلى مدينة نيويورك في سن 17 ، ظهر على غلاف طبعة فبراير 2001.

## روابط خارجية
- كارولينا كوركوفا على موقع IMDb (الإنجليزية)
- كارولينا كوركوفا على موقع ألو سيني (الفرنسية)
- كارولينا كوركوفا على موقع أول موفي (الإنجليزية)
- كارولينا كوركوفا على موقع قاعدة بيانات الأفلام السويدية (السويدية)
- كارولينا كوركوفا على موقع إن إن دي بي (الإنجليزية)
- كارولينا كوركوفا على موقع قاعدة بيانات الفيلم (الإنجليزية)
- كارولينا كوركوفا على موقع كينوبويسك (الروسية)
- كارولينا كوركوفا على موقع دليل عارضات الأزياء (الإنجليزية)